# Лососинка
Лососи́нка (карел. Lohijogi) — река в Республике Карелия.
Высота устья — 35 м над уровнем моря. Высота истока — 186 м над уровнем моря. Площадь водосборного бассейна — 302 км².
Имеет правый приток — реку Машозерку.

## Общие сведения
В допетровское и петровское время носила название Лососинница.
Исток — озеро Лососинское, устье — Онежское озеро. Протекает по Прионежскому району и городу Петрозаводску.
До XIX века часть реки от истока до слияния с рекой Машезеркой называлась Лососинской рекой, остальная часть, как и сегодня, именовалась Лососинкой.
29 августа 1703 года в устье Лососинки по указу императора Петра Великого был основан Шуйский (с 1704 года — Петровский) оружейный завод, от появления которого отсчитывается история Петрозаводска — столицы Республики Карелия.
На берегах Лососинки в XVIII веке располагались медеплавильный завод, фабрики Баралла и Шаннония.
В августе 1800 года крупное наводнение реки, произошедшее в результате многодневных проливных дождей, разрушило плотину Петровского завода и частично уничтожило некоторые постройки Петровского завода и оставило в черте города огромный овраг — «Ямку».
Река в черте Петрозаводска была перекрыта несколькими плотинами. Одна из городских плотин (так называемый «Лобан»), построенная в начале XIX века в районе современного моста соединяющего улицы Антикайнена и Мерецкова, регулировала подачу воды по деревянным лоткам на Александровский литейно-пушечный завод. На плотине был устроен мост, соединивший центральную и «заречную» части города.
В XIX веке на левом берегу Лососинки помещался Древлянский сад архиерейской дачи — место отдыха горожан. Рядом с ним располагалась мукомольная вододействующая мельница, принадлежавшая генерал-лейтенанту Р. А. Армстронгу, а с 1875 г. мещанину Корытову.
В 1886 году на Лососинке купцом А. Е. Пименовым была устроена плотина для мельницы. В 1889 году неподалёку от устья реки появился лесопильный завод и мельница купца М. Н. Пикина
Вода Лососинки использовалась в производственном процессе Александровского (с 1918 г. — Онежского) завода. В 1902 году около механического цеха была установлена стопятидесятисильная турбина, которая приводилась в движение напором воды из Лососинки. В 1950-х гг. на заводе был построен бассейн для испытания построенных буксиров. Окончательно русло Лососинки, протекавшее на территории завода было засыпано в 1961 году в связи с переходом завода на строительство тракторов.
В октябре 1910 года в устье Лососинки в районе Пименовского моста была пущена в эксплуатацию первая муниципальная гидроэлектростанция общей мощностью двух гидроагрегатов 240 киловатт, питавшаяся энергией воды, падающей с построенной восьмиметровой плотины. Строительство было проведено на кредиты, выданные Министерством финансов Российской империи (30 тыс. руб. на 20 лет под 5 % годовых) и Министерством внутренних дел из пожарного фонда (20 тыс. руб. на 20 лет под 5 % годовых).
7 июня 1915 г. правление Олонецкого округа Императорского Российского общества спасания на водах открыло на общественном пруду при плотине общественной станции на реке Лососинке платный общественный пляж. За вход в купальни взималась плата в 5 коп. с взрослого и 3 коп. с ребёнка школьного возраста. В 1930-х годах бюро физкультуры Карельского совета профсоюзов содержало около Советского моста купальню с мужским и женским отделением, вышкой для прыжков в воду высотой 3 метра, а также лодочную станцию. В настоящее время в пойме Лососинки в Зарецком парке находится один из неофициальных городских пляжей.
На левом берегу реки в центре Петрозаводска находятся городские стадионы — «Юность» и «Спартак».
- Гидроэлектростанция и плотина
- Пойма реки. Зарецкий парк